# 四川豹蛛
四川豹蛛（学名：Pardosa sichuanensis）为狼蛛科豹蛛属的动物。其种加词“sichuanensis”意为“四川的”。在中国大陆，分布于四川等地。该物种的模式产地在四川乡城。